# Kiss (revista)
Kiss (キス Kisu?) es una revista de manga josei de publicación mensual de la compañía editorial Kodansha, tiene sus oficinas centrales en Tokio. Su primera publicación salió en 1992, el año de su fundación; además tuvo cambios en su frecuencia de publicación, pasando de bimensual a mensual.

## Publicaciones actuales
- Kuragehime de Akiko Higashimura
- Ariori Haberi (ありをりはべり?)
- Isshoni Sounan Shitai Hito (一緒に遭難したいひと?) de Shinobu Nishimura
- Ohitori-sama Monogatari (おひとりさま物語?)
- Hey Pitan! (おいピータン!!?) de Risa Ito
- Tōkyō Tarareba Musume de Akiko Higashimura

## Series finalizadas
- Nodame Cantabile
- Uni Family (ひゃほ〜♪ ウニファミリー?)
- Tokyo Alice (東京アリス?)
- Kekko Kenkou Kazoku (ケッコー ケンコウ家族?)
- Shikoujo (小煌女?)
- Nekosama no iunari (ネコ様の言うなり?)
- Working Pure (ワーキングピュア?)
- Wonderful Life? (ワンダフルライフ??)